# جدعون تينسلي
جدعون تينسلي هو سياسي أمريكي، ولد في 5 أبريل 1927 في مقاطعة كنيديان في الولايات المتحدة. نشط حزبياً في الحزب الديمقراطي. وقد انتخب عضو مجلس ولاية أوكلاهوما ‏.